# シーパーク大浜

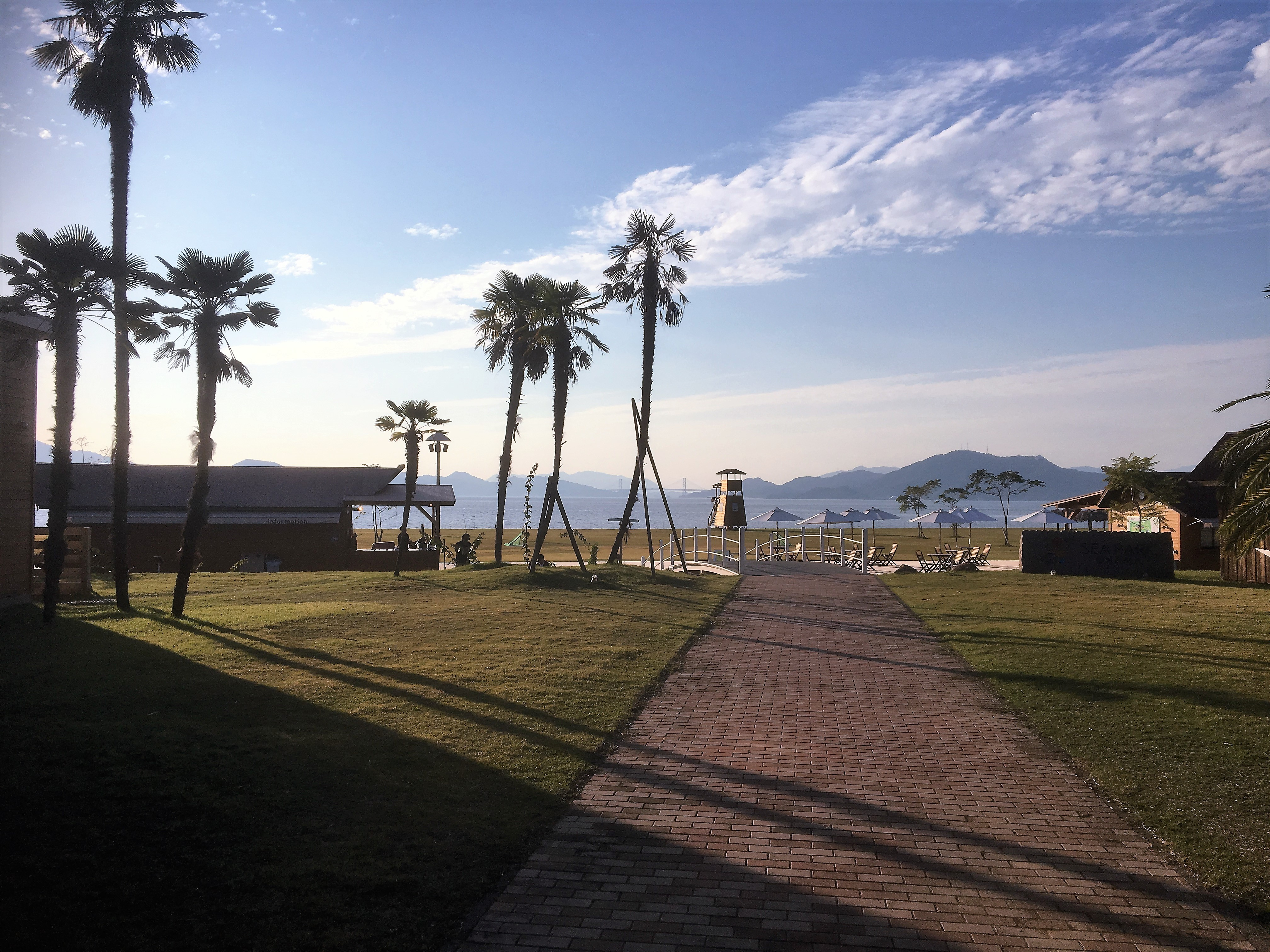
シーパーク大浜

シーパーク大浜（シーパークおおはま）は、広島県福山市（旧沼隈郡内海町）の横島にある、海水浴場を中心とした公園。有料施設である。

## 概要

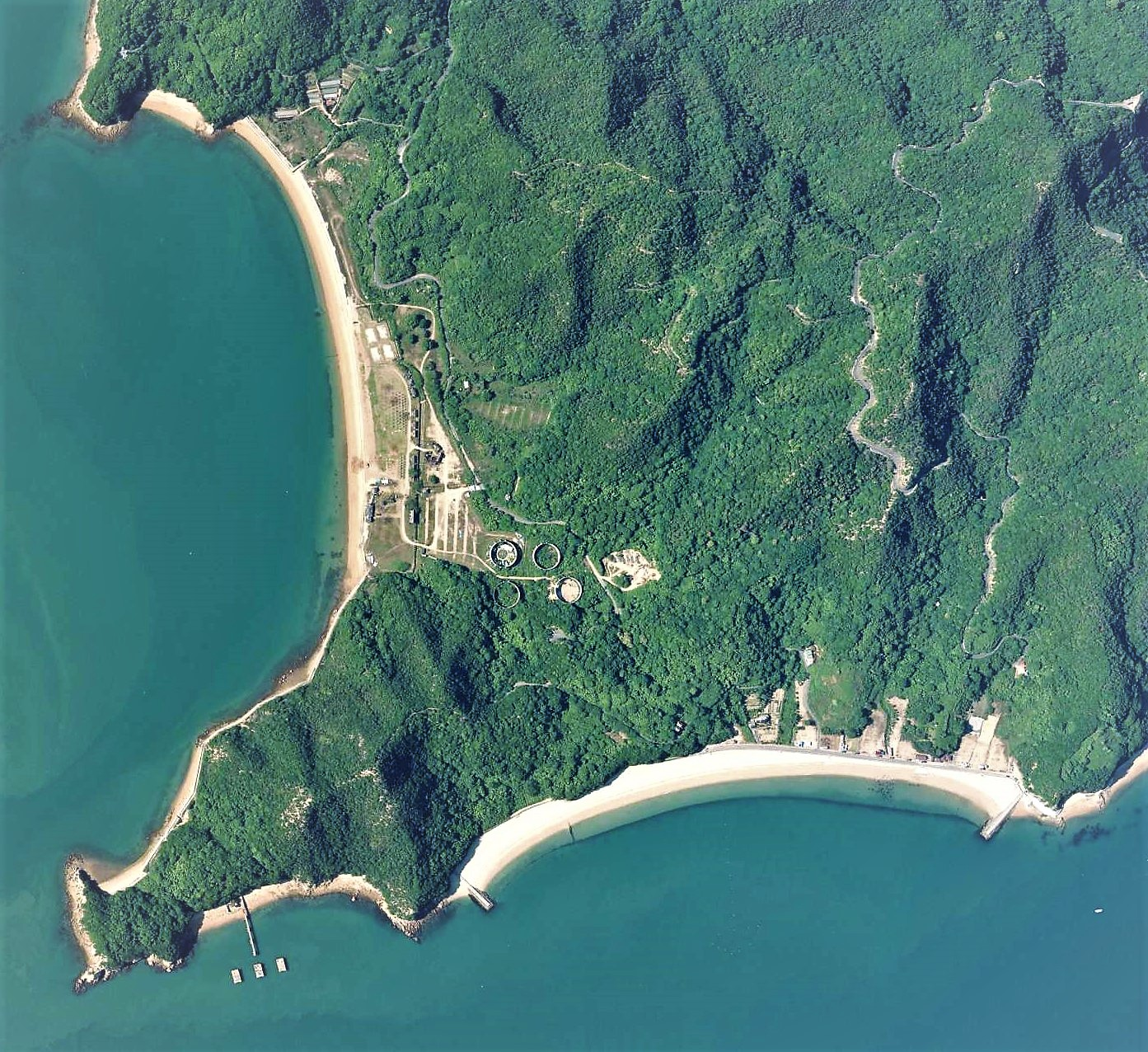
2005年。左が当時ドルフィンビーチ、現在のシーパーク大浜。下が横山海岸海水浴場。

横島南西部にあるリゾートビーチを中心とした海洋公園。元々あった「ドルフィンビーチ」が2015年付属施設を大幅更新しシーパーク大浜として再開場したもの。施設自体はツネイシホールディングス（常石造船）の関連団体が所有する。環境省水質基準では、2015年現在で水質AA判定。
ここから南東部にあるのが横山海岸海水浴場である。またここの西側が因島にあたり、しまなみ海道の因島大橋を眺められる。

## 施設
住所は広島県福山市内海町大浜2220。この施設に入るには入場料がかかり、料金詳細は公式ホームページを参照。飲食物の持ち込みも不可。
施設はゾーン分けされており、瀬戸内海の魅力を伝える場として様々に整備されている。
- ビーチ - 旧ドルフィンビーチ。ビーチバレー施設やアトラクションも置かれている。

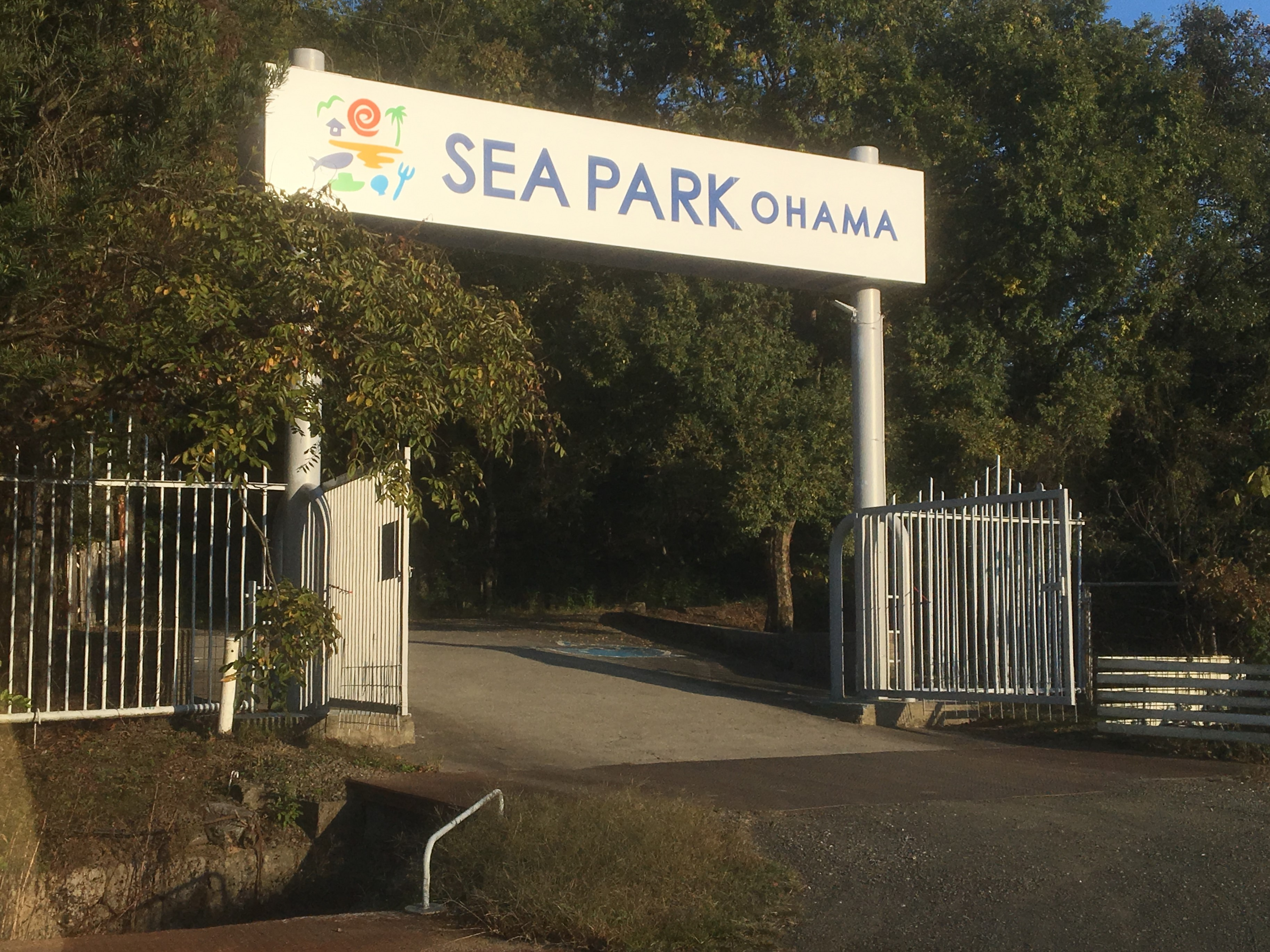
シーパーク大浜の門

- フィッシュランド - 自然体験施設
- フラワーガーデン
- レストラン、カフェ、土産店

## 岩国陸軍燃料廠横島出張所

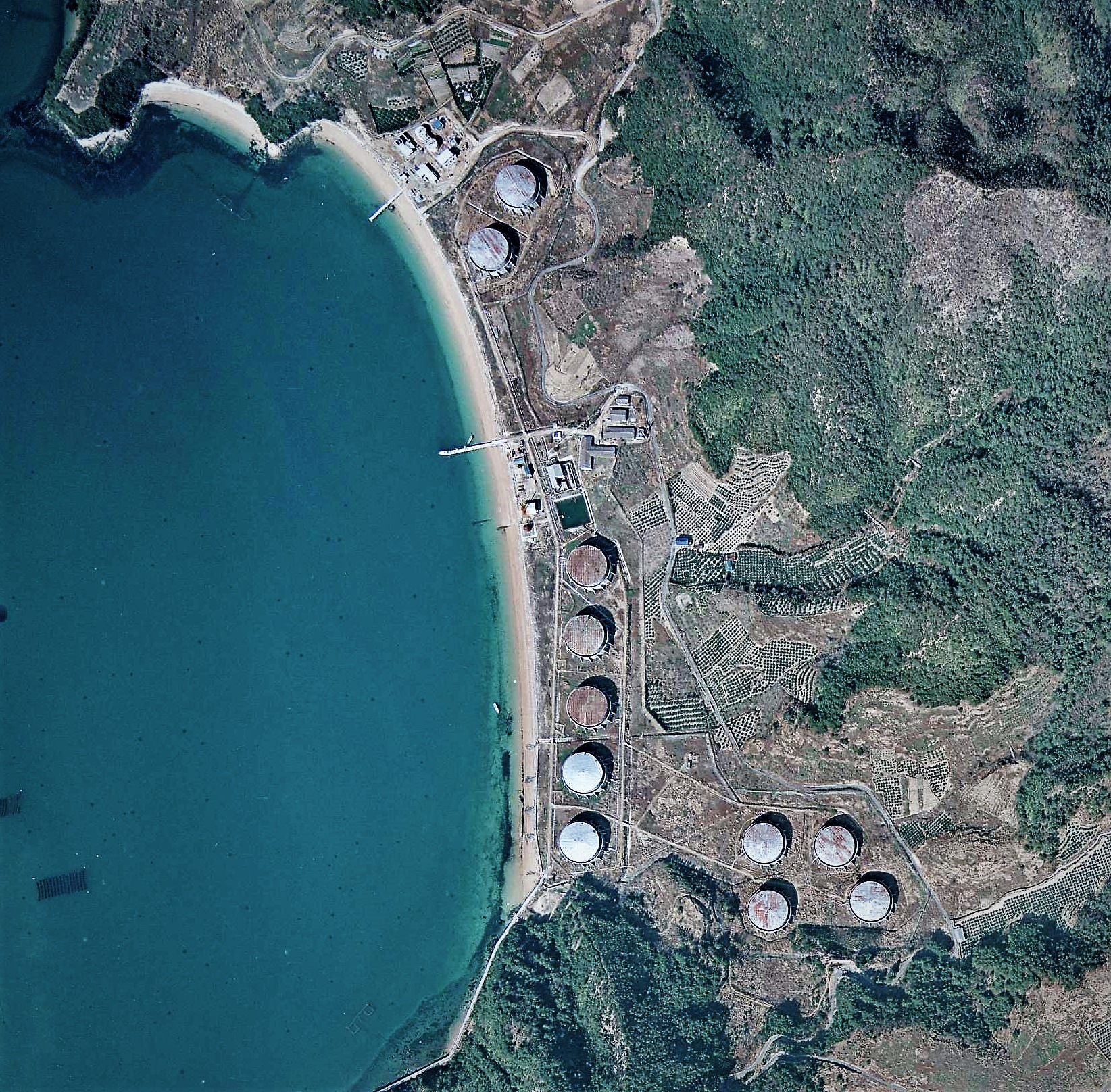
1974年。当時は丸善石油の貯蓄施設。

シーパーク大浜の敷地南東部に大日本帝国陸軍岩国陸軍燃料廠横島出張所の遺構が残されている。

## 交通
内海大橋・睦橋で本州と繋がっているため、車で行くことが出来る。
- 車
  - 山陽自動車道・福山東ICから約80分
  - 山陽自動車道・福山西ICから約50分